# South Norfolk (circonscription britannique)
Circonscription parlementaire de la Chambre des communes
La circonscription de South Norfolk est une circonscription située dans le Norfolk, et représentée à la Chambre des communes du Parlement britannique.

## Géographie
La circonscription comprend:
- La ville de Harleston

## Députés
Les Members of Parliament (MPs) de la circonscription sont:
La circonscription apparue en 1868 et représentée par deux députés jusqu'en 1885 dont Clare Sewell Read (1868-1880).
Depuis 1885
| Législature   | Années       | Député               | Député             | Parti               |
| ------------- | ------------ | -------------------- | ------------------ | ------------------- |
| South Norfolk |              |                      |                    |                     |
| 23e           | 1885–1886    |                      | Francis Taylor     | Libéral             |
| 24e           | 1886–1892    |                      | Francis Taylor     | Libéral-unioniste   |
| 25e           | 1892–1895    |                      | Francis Taylor     | Libéral-unioniste   |
| 26e           | 1895–1898    |                      | Francis Taylor     | Libéral-unioniste   |
| 26e           | 1898-1900    |                      | Arthur Soames      | Libéral             |
| 27e           | 1900–1906    |                      | Arthur Soames      | Libéral             |
| 28e           | 1906–1910    |                      | Arthur Soames      | Libéral             |
| 29e           | 1910–1910    |                      | Arthur Soames      | Libéral             |
| 30e           | 1910–1918    |                      | Arthur Soames      | Libéral             |
| 31e           | 1918–1919    | William Cozens-Hardy |                    | Libéral             |
| 31e           | 1919-1920    | William Cozens-Hardy |                    | Coupon de Coalition |
| 31e           | 1920-1922    |                      | Georges Edward     | Travailliste        |
| 32e           | 1922–1923    |                      | Thomas Hay         | Conservateur        |
| 33e           | 1923–1924    |                      | Georges Edward (2) | Travailliste        |
| 34e           | 1924–1929    |                      | John Christie      | Conservateur        |
| 35e           | 1929–1931    |                      | John Christie      | Conservateur        |
| 36e           | 1931–1935    |                      | John Christie      | Conservateur        |
| 37e           | 1935–1945    |                      | John Christie      | Conservateur        |
| 38e           | 1945–1950    |                      | Christopher Mayhew | Travailliste        |
| 39e           | 1950–1951    |                      | Peter Baker        | Conservateur        |
| 40e           | 1951–1955    |                      | Peter Baker        | Conservateur        |
| 40e           | 1955-1955    | John Hill            |                    | Conservateur        |
| 41e           | 1955–1957    | John Hill            |                    | Conservateur        |
| 42e           | 1959–1964    | John Hill            |                    | Conservateur        |
| 43e           | 1964–1966    | John Hill            |                    | Conservateur        |
| 44e           | 1966–1970    | John Hill            |                    | Conservateur        |
| 45e           | 1970–1974    | John Hill            |                    | Conservateur        |
| 46e           | 1974–1974    | John MacGregor       |                    | Conservateur        |
| 47e           | 1974–1979    | John MacGregor       |                    | Conservateur        |
| 48e           | 1979–1983    | John MacGregor       |                    | Conservateur        |
| 49e           | 1983–1987    | John MacGregor       |                    | Conservateur        |
| 50e           | 1987–1992    | John MacGregor       |                    | Conservateur        |
| 51e           | 1992–1997    | John MacGregor       |                    | Conservateur        |
| 52e           | 1997–2001    | John MacGregor       |                    | Conservateur        |
| 53e           | 2001–2005    | Richard Bacon        |                    | Conservateur        |
| 54e           | 2005–2010    | Richard Bacon        |                    | Conservateur        |
| 55e           | 2010–2015    | Richard Bacon        |                    | Conservateur        |
| 56e           | 2015–2017    | Richard Bacon        |                    | Conservateur        |
| 57e           | 2017–2019    | Richard Bacon        |                    | Conservateur        |
| 58e           | 2019–Présent | Richard Bacon        |                    | Conservateur        |

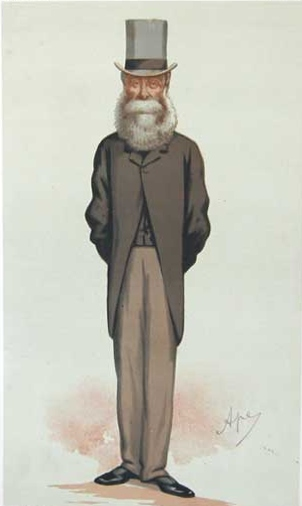
Clare Sewell Read (1868-1880), par Ape dans Vanity Fair
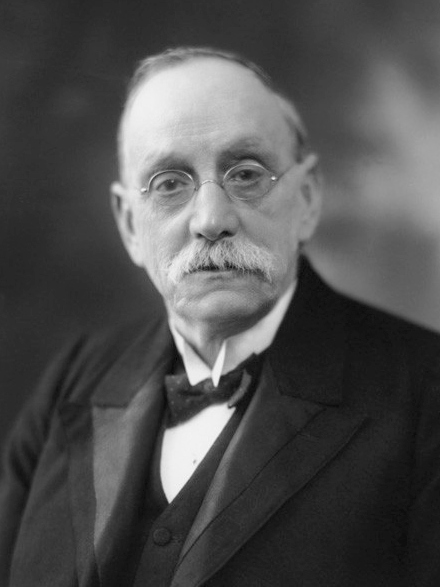
George Edwards (1920-1922 et 1923-1924)
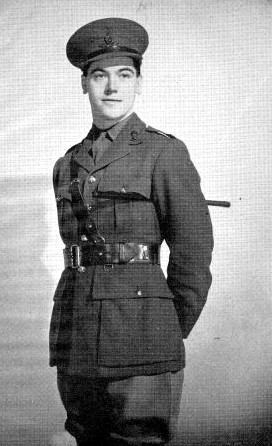
Peter Baker (1950-1955)
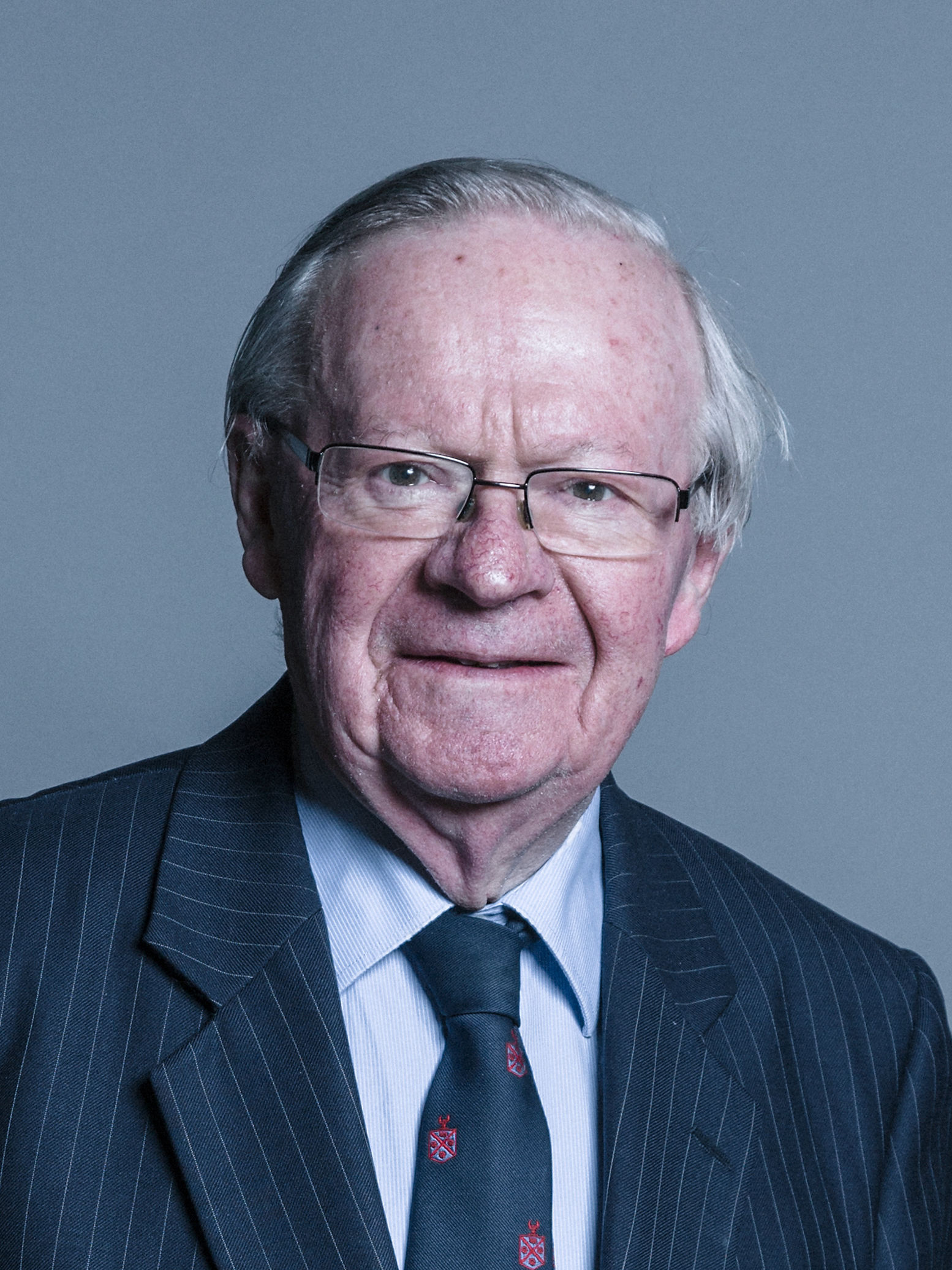
John MacGregor (fév. 1974-2001)
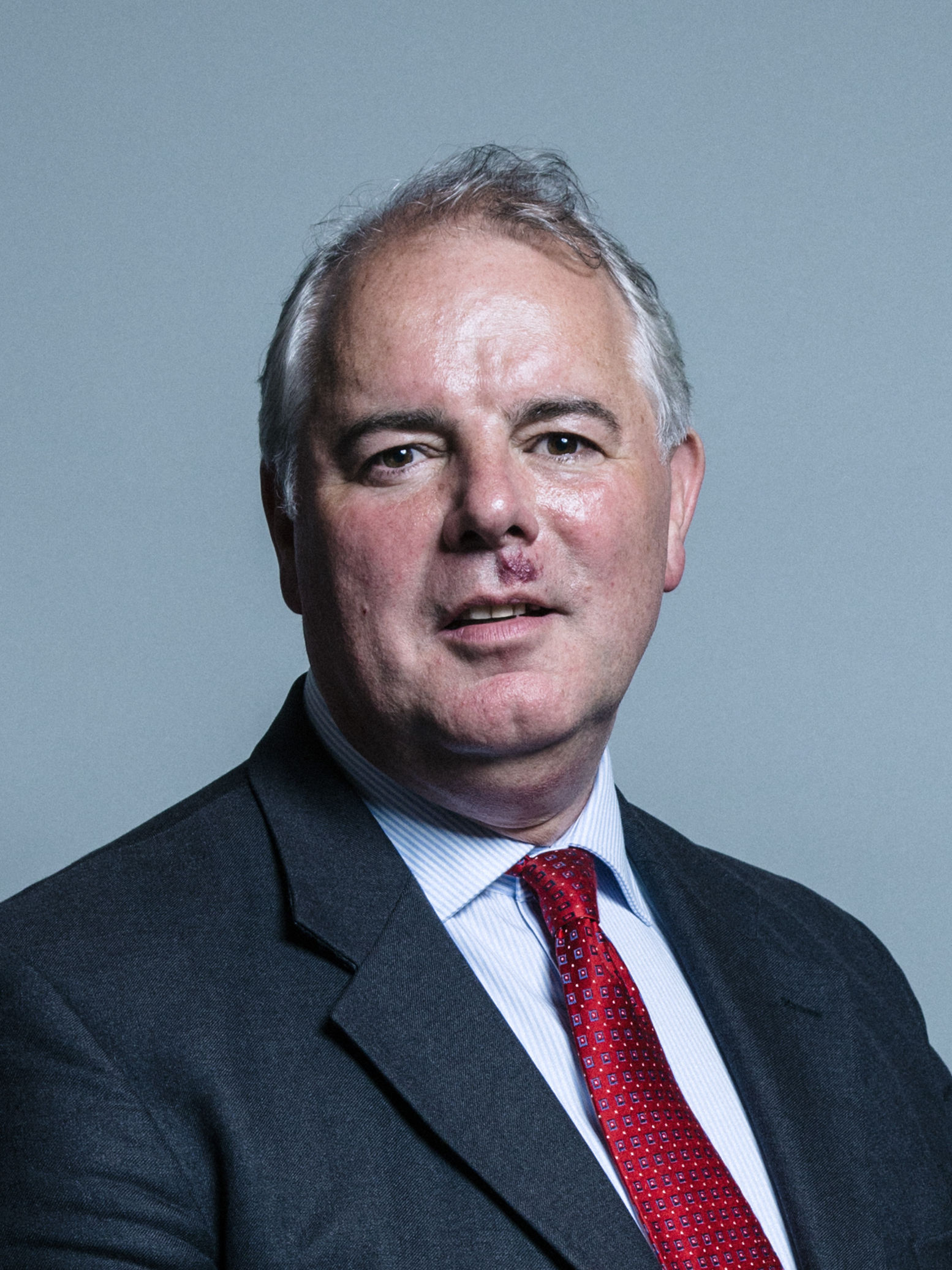
Richard Bacon (2001-Présent)